# 남영동
남영동(南營洞)은 서울특별시 용산구에 있는 행정동 및 법정동이다.

## 개요
남영동은 한강대로를 따라서 직사각형의 지형을 가지고 있으며, ‘서울 남쪽에 군영’(南營)이 있었던 것에서 그 지명이 유래하였다. 현재 남영동 남쪽에는 주한미8군이 주둔하고 있으며 이는 해방전 일본군 주둔지를 그대로 사용한 것이다. 갈월동은 마을 주변에 칡이 무성하여 유래되었다는 설과 ‘갈월도사’라는 사람이 살았기 때문에 갈월동으로 불리게 되었다는 설이 있다. 그리고 산줄기가 불룩나와 있어 옛날에는 ‘불룩배기’라고도 불렀다. 동자동은 서울역의 남쪽과 한강대로 동쪽에 걸쳐있으며 동명의 유래는 확실치 않다. 다만 서계동의 동쪽에 위치하고 있으므로 동자동이라 불리게 된 것이라고 추측된다.

## 법정동
- 남영동
- 갈월동
- 동자동
- 용산동1가

## 교통
- KTX, 경부선, ● 수도권 전철 4호선, ● 인천국제공항철도 서울역
- ● 수도권 전철 4호선 숙대입구역
- ● 수도권 전철 1호선 남영역

## 같이 보기
- 남영동1985
- 남영동 대공분실